# 俄亥俄州第十八國會選區
俄亥俄州第十八國會選區（英語：Ohio's 18th Congressional District）為美国国会已經裁撤的選區，於2012年該州人口比例減少的結果而裁撤。該區最後一任候選人於2013年1月3日卸任。

## 歷史
| 眾議員               | 黨籍 | 任期 | 國會屆次 | 選舉歷史 | 選區分布 |
| -------------------- | ---- | ---- | -------- | -------- | -------- |
| 1833年3月4日選區成立 |      |      |          |          |          |
| 2013年1月3日選區廢除 |      |      |          |          |          |

## 另見
- 2012年成立的選舉區
  - 佛罗里达州第26国会选区
  - 佛罗里达州第27国会选区
  - 德克薩斯州第33国会选区
  - 德克薩斯州第34国会选区
  - 德克薩斯州第35国会选区
  - 德克薩斯州第36国会选区
  - 喬治亞州第14国会选区
  - 華盛頓州第10国会选区
  - 南卡羅萊納州第7国会选区
  - 猶他州第4国会选区
  - 內華達州第4国会选区
  - 亞利桑那州第9国会选区
- 2012年裁撤的選舉區
  - 紐約州第28国会选区
  - 紐約州第29国会选区
  - 伊利諾州第19国会选区
  - 賓夕凡尼亞州第19国会选区
  - 俄亥俄州第17国会选区
  - 俄亥俄州第18国会选区
  - 密芝根州第15国会选区
  - 新澤西州第13国会选区
  - 麻薩諸塞州第10国会选区
  - 密蘇里州第9国会选区
  - 路易斯安那州第7国会选区
  - 艾奧瓦州第5国会选区